# Klefi/Samed
Klefi/Samed (reso graficamente come Klefi/صامد) è un singolo del gruppo musicale islandese Hatari, pubblicato il 21 giugno 2019 come secondo estratto dal primo album in studio Neyslutrans.
Il brano è stato realizzato con la partecipazione vocale del cantante palestinese Bashar Murad.

## Video musicale
Il videoclip, girato in Palestina, è stato pubblicato il 23 maggio 2019 attraverso il canale YouTube del gruppo.

## Tracce
Testi di Klemens Nikulásson Hannigan, Matthías Tryggvi Haraldsson e Bashar Murad, musiche di Klemens Nikulásson Hannigan.
1. Klefi/Samed (feat. Bashar Murad) – 3:53

## Formazione
Gruppo
- Einar Hrafn Stefánsson – percussioni, programmazione, sintetizzatore
- Klemens Nikulásson Hannigan – programmazione, sintetizzatore, voce
- Matthías Tryggvi Haraldsson – voce

Altri musicisti
- Bashar Murad – voce

Produzione
- Einar Hrafn Stefánsson – produzione, missaggio, ingegneria del suono
- Klemens Nikulásson Hannigan – produzione
- Friðfinnur "Oculus" Sigurðsson – mastering